# Dicyphococcus ficicola
Dicyphococcus ficicola är en insektsart som beskrevs av Borchsenius 1959. Dicyphococcus ficicola ingår i släktet Dicyphococcus och familjen skålsköldlöss. Inga underarter finns listade i Catalogue of Life.